# Stiftskirche Lambach

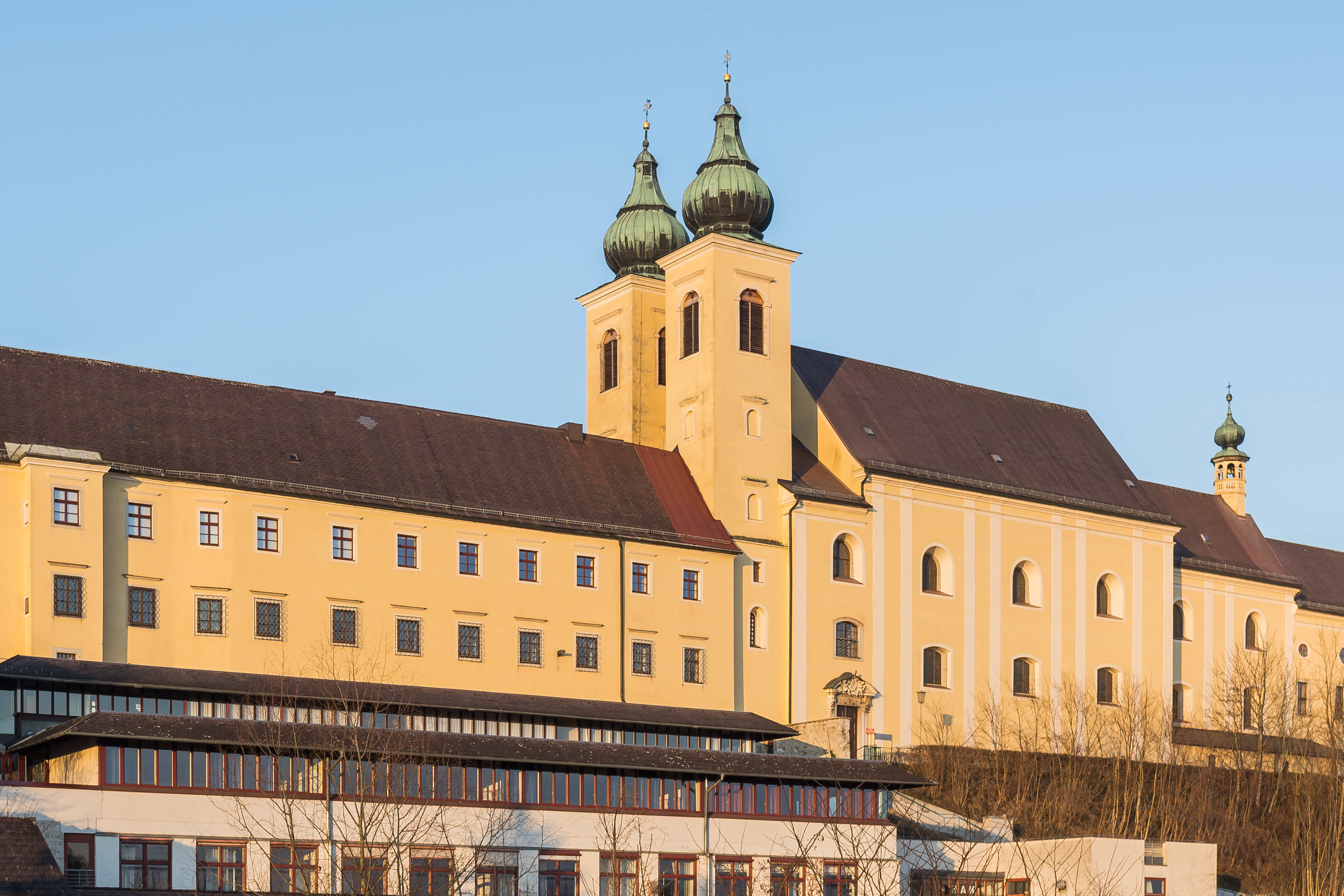
Stiftskirche Mariä Himmelfahrt im Stift Lambach

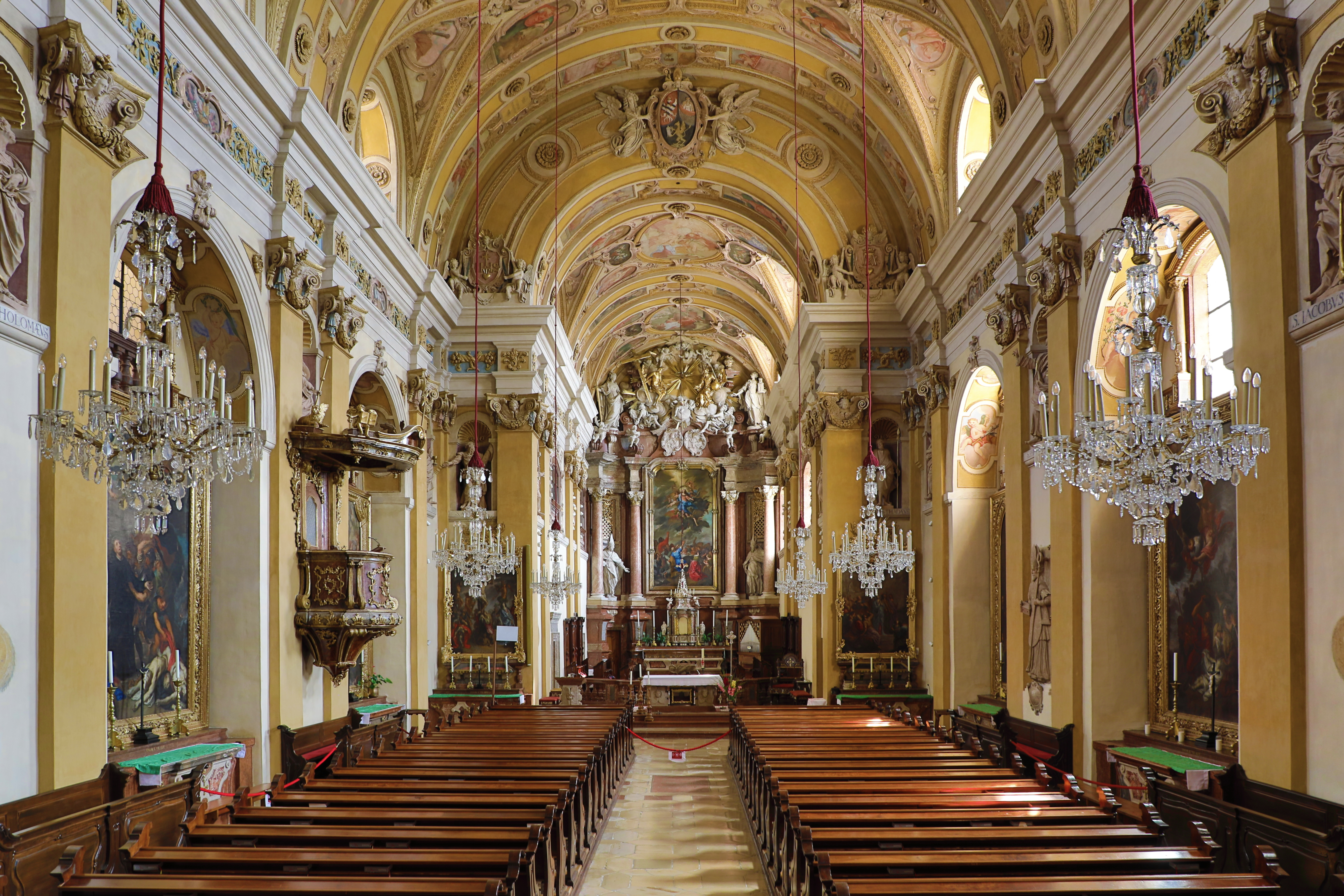
Innenansicht der Stiftskirche

Die römisch-katholische Stiftskirche Lambach ist Teil des Stiftes Lambach in Oberösterreich. Die Mariä Himmelfahrt geweihte Kirche ist gleichzeitig die Pfarrkirche von Lambach und gehört zum Dekanat Gaspoltshofen in der Diözese Linz. Die Kirche steht mit der Gesamtanlage des Stiftes unter Denkmalschutz.

## Geschichte
Eine romanische Klosterkirche wurde 1089 geweiht. Die Kirche wurde nach einer Zerstörung 1233 wiederaufgebaut. Unter Abt Johann III. von Dachsberg (1422–1436) erfolgte ein Umbau der Kirche zur zweischiffigen Hallenkirche. Von 1652 bis 1656 wurde die Kirche nach einem Entwurf von Philiberto Lucchese neu gebaut.
Unter Joseph II. wurde die Stiftskirche zur Pfarrkirche, die ursprüngliche Pfarrkirche östlich des Stiftes dient seitdem als Friedhofskirche.

## Architektur
Vom romanischen Kirchenbau ist der Unterbau des Westwerks und der Türme mit dem ehemaligen Läuthaus und der anfängliche Emporenbereich erhalten. Hier befinden sich in drei von Gurtbogen getrennten Kuppeln bemerkenswerte Fresken aus dem Ende der ersten Bauzeit um 1080 mit Darstellungen der Thronenden Muttergottes mit Kind auf dem Schoß in einem Rahmen der Geschichte der Heiligen Drei Könige, durch spätere Umbauten teils zerstört und 1956 restauriert. Weitere Fresken um 1080 an den Wänden mit Szenen aus der Jugend und dem öffentlichen Leben von Christus, welche durch barockes Mauerwerk verstellt waren, wurden ab 1957 freigelegt. Vom Gründungsbau um 1060 sind weiters zwei Säulen aus mittelfränkischem Marmor erhalten.
Der einheitlich barocke Kirchenbau aus dem 17. Jahrhundert hat ein einschiffiges dreijochiges Langhaus mit einem eingezogenen zweijochigen gerade geschlossenen Chor. Westlich des Langhauses steht das eingezogene einjochige romanische Westwerk mit Vorhalle und Orgelempore. Der Kirchenbau ist längs mittig eingebunden in die südliche Klosterfront zur Traun. Das Kircheninnere zeigt sich mit Stichkappentonnengewölben und ionischen Doppelpilastern und einem kräftigen durchlaufenden Gesims.

## Ausstattung
Der mächtige Hochaltar als Säulenaltar füllt den gesamten Chorschluss. In Anlehnung an den Hochaltar der Basilika von Mariazell nach einem Entwurf von Johann Bernhard Fischer von Erlach wurde der Altar von Antonio Beduzzi geplant und 1716/1717 ausgeführt.
Orgeln
- Die Hauptorgel auf der Empore im hinteren Teil der Kirche geht auf ein Instrument zurück, das Joseph Christoph Egedacher 1657 gebaut hatte. Aus dieser Zeit stammt auch das Orgelgehäuse. Die Orgel wurde mehrfach umgebaut und verändert. Zuletzt wurde sie 1988 von Hartig Orgelbau restauriert. Sie hat einen Umfang von 33 Registern auf drei Manualen und Pedal.[1]
- Seit 2008 gibt es auch eine Chororgel, die von Orgelbauer Andreas Kaltenbrunner gefertigt wurde. Sie verfügt über neun Register auf einem Manual.

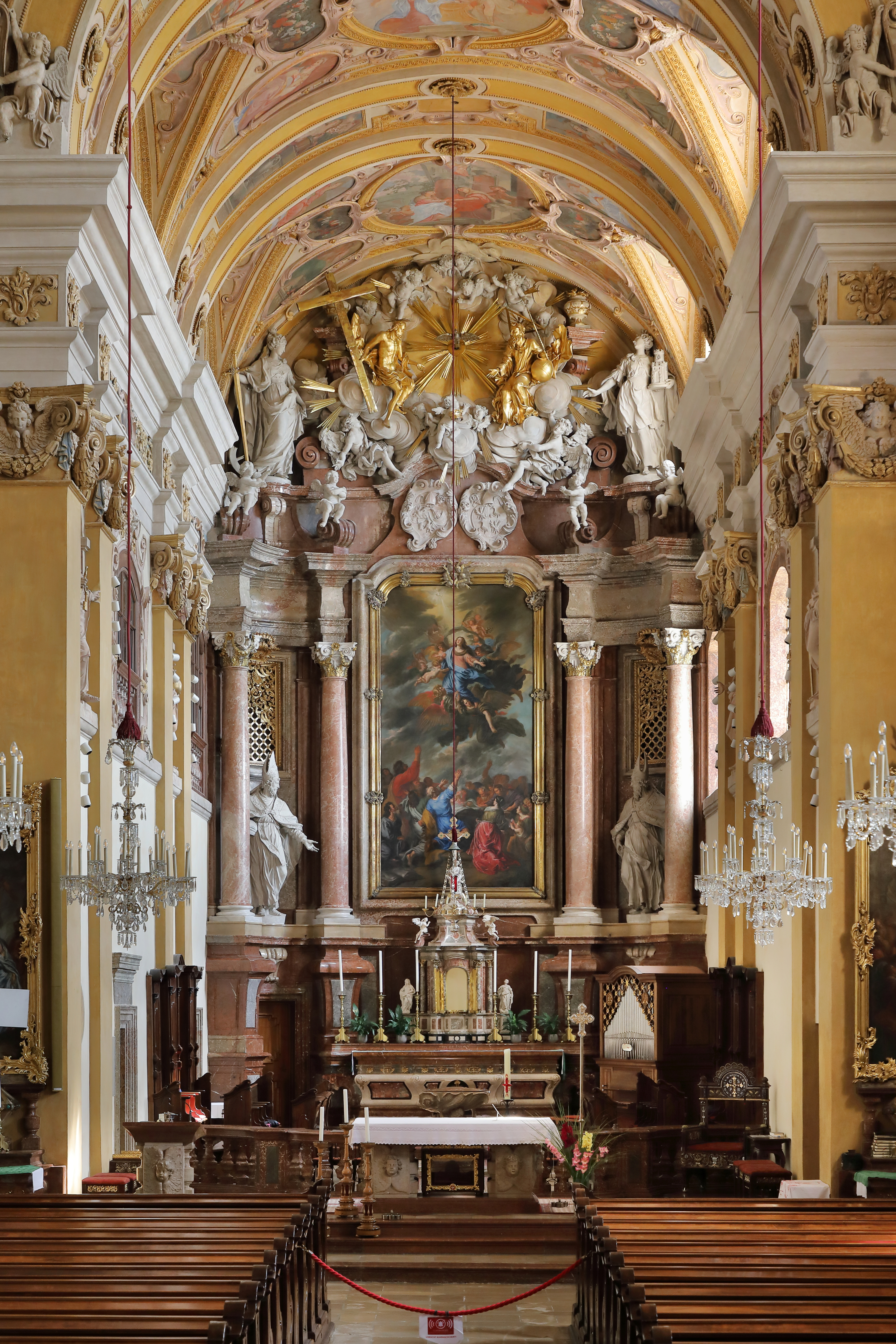
Hochaltar mit einem Bild von Joachim von Sandrart
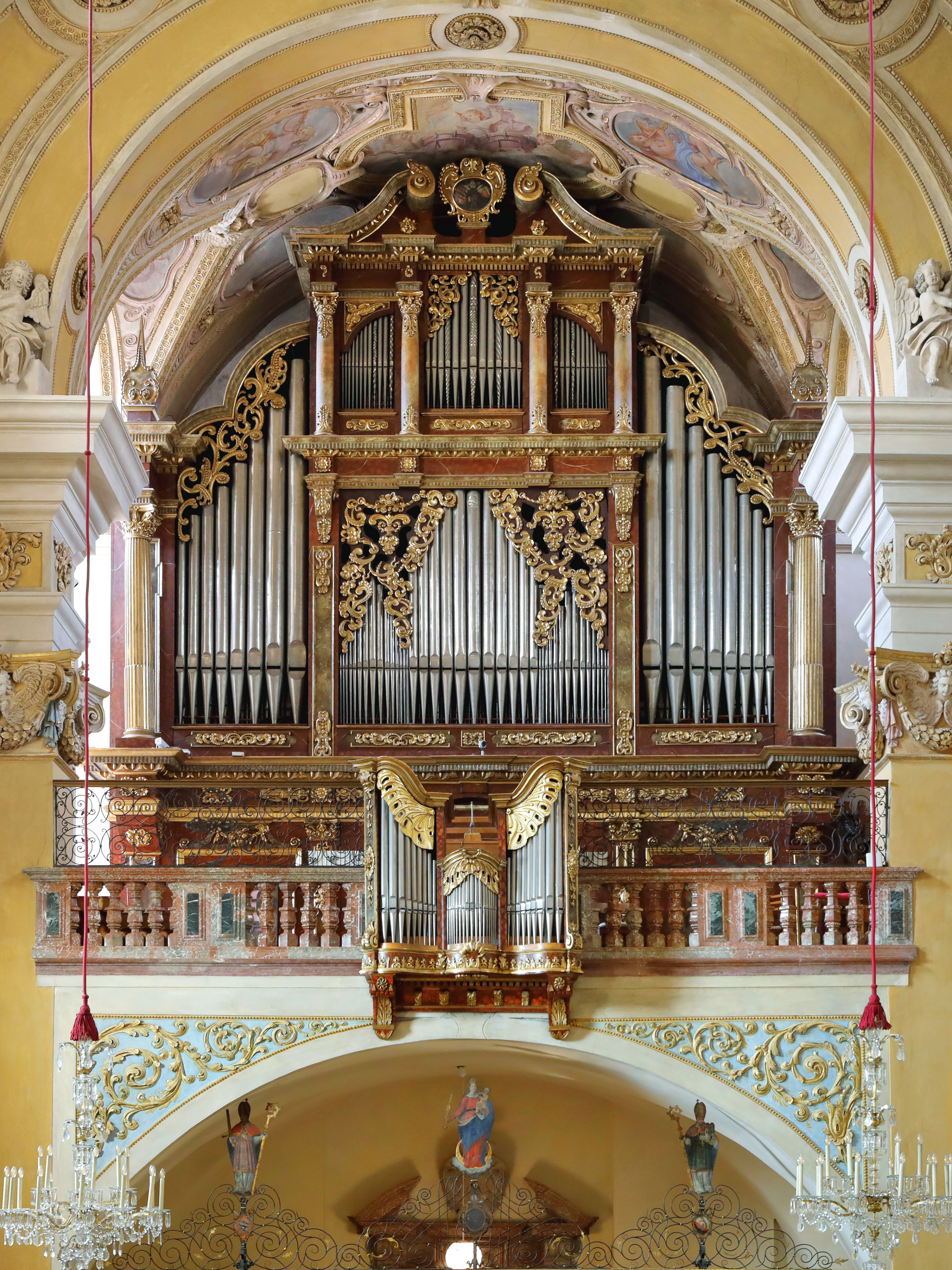
Orgel in einem Gehäuse aus dem Jahr 1657
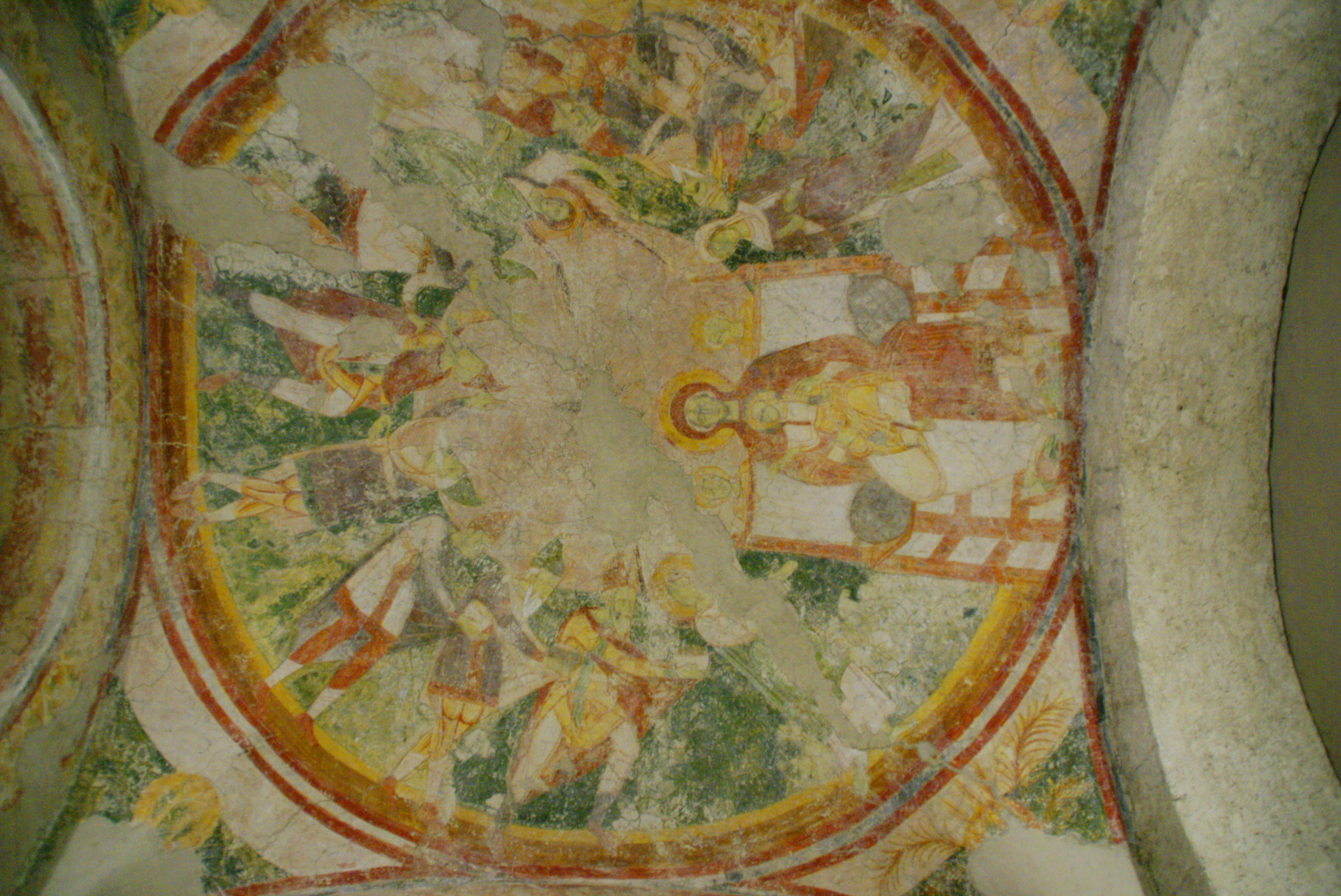
Romanisches Kuppelfresko um 1080 im Westwerk

## Glocken
Auf beide Türme ist ein sechsstimmiges Glockengeläut verteilt. Daneben befinden sich zwei weitere Glocken im Dachreiter und eine Schlagglocke von 1721 im Uhrturm.
Übersicht
| Glocke | Schlagton | Gussjahr | Gießer                                | Hängeort   |
| ------ | --------- | -------- | ------------------------------------- | ---------- |
| 1      | c′        | 1928     | Glockengießerei St. Florian           | Südturm    |
| 2      | es′       | 1956     | Glockengießerei St. Florian           | Nordturm   |
| 3      | f′        | 1956     | Glockengießerei St. Florian           | Nordturm   |
| 4      | g′        | 1956     | Glockengießerei St. Florian           | Nordturm   |
| 5      | b′        | 1956     | Glockengießerei St. Florian           | Nordturm   |
| 6      | c″        | 2010     | Glockengießerei Grassmayr (Innsbruck) |            |
| 7      | es″       | 2006     | Glockengießerei Grassmayr (Innsbruck) | Dachreiter |
| 8      | g″        | 2006     | Glockengießerei Grassmayr (Innsbruck) | Dachreiter |